# Linnbergstjärnen
Linnbergstjärnen är en sjö i Härjedalens kommun i Härjedalen och ingår i Ljusnans huvudavrinningsområde. Sjön har en area på 0,0978 kvadratkilometer och ligger 431,8 meter över havet. Sjön avvattnas av vattendraget Linan.

## Delavrinningsområde
Linnbergstjärnen ingår i det delavrinningsområde (688888-144039) som SMHI kallar för Utloppet av Andåssjön. Medelhöjden är 437 meter över havet och ytan är 13,39 kvadratkilometer. Det finns inga avrinningsområden uppströms utan avrinningsområdet är högsta punkten. Linan som avvattnar avrinningsområdet har biflödesordning 3, vilket innebär att vattnet flödar genom totalt 3 vattendrag innan det når havet efter 233 kilometer. Avrinningsområdet består mestadels av skog (75 procent). Avrinningsområdet har 0,79 kvadratkilometer vattenytor vilket ger det en sjöprocent på 5,9 procent.